# Smart Lander for Investigating Moon
Smart Lander for Investigating Moon (SLIM) è un lander lunare sviluppato dall'Agenzia Spaziale Giapponese (JAXA). A differenza dei lander lunari del passato, SLIM, soprannominato moon sniper, ha l'obiettivo di dimostrare la tecnologia per un allunaggio ad alta precisione.
Era previsto che la sonda fosse lanciata nel 2021, assieme al telescopio spaziale X-ray Imaging and Spectroscopy Mission, tuttavia a causa di alcuni ritardi il lancio è stato posticipato al 2023 ed è stato effettuato il 6 settembre 2023 ore 23:42 UTC. Dopo un viaggio di alcuni mesi SLIM è arrivato correttamente in orbita lunare, il 25 dicembre 2023 alle 16:51 (JST). L'allunaggio, previsto per il 20 gennaio 2024 JST (19 gennaio UTC), è avvenuto con successo, rendendo così il Giappone il quinto paese che è riuscito a effettuare un atterraggio morbido sul suolo lunare, dopo Unione Sovietica, Stati Uniti, Cina e India.

## Panoramica della missione
SLIM è la prima grande missione giapponese sulla superficie lunare il cui obiettivo principale sarà quello di effettuare un atterraggio preciso. Durante la sua discesa, il lander ha riconosciuto alcuni crateri lunari applicando la tecnologia utilizzata nei sistemi di riconoscimento facciale e deducendo la sua posizione in tempo reale in base ai dati di osservazione raccolti dalla missione orbita lunare SELENE. SLIM è atterrato in una zona relativamente priva di ostacoli con un margine di errore di 100 metri rispetto al target prefissato. A confronto, l'intervallo di errore del modulo lunare Eagle dell'Apollo 11 era un'ellisse di 20 km di lunghezza e 5 km di larghezza. Secondo Yoshifumi Inatani, vice direttore generale dell'Istituto per lo spazio e la scienza astronautica (ISAS), il successi di questo atterraggio estremamente preciso porterà a migliorare la qualità dell'esplorazione spaziale. SLIM è stato lanciato con un razzo H-IIA dal Centro spaziale di Tanegashima per atterrare vicino alle colline di Marius, esplorate da SELENE. Il costo per lo sviluppo di questo progetto è stato di 18 miliardi di yen.

## Storia
La proposta che successivamente venne conosciuta come SLIM esisteva già nel 2005, come Small Lunar Landing Experiment Satellite (小型月着陸実験衛星). Il 27 dicembre 2013 l'ISAS chiese proposte per la sua successiva "Competitively-Chosen Medium-Sized Focused Mission" e SLIM venne presentata assieme ad altre 7 proposte. Nel giugno 2017, SLIM passò la selezione semi-finale assieme alla missione dimostrativa di tecnologie DESTINY, e nel febbraio 2015 SLIM venne finalmente selezionata. Ad aprile 2016 SLIM ottenne lo status di progetto nella JAXA. Nel maggio 2016 Mitsubishi Electric (MELCO) vinse il contratto per la costruzione della sonda. SLIM sarà la seconda missione giapponese a operare sulla superficie lunare. Nel 2017 venne deciso di lanciare il lander assieme al telescopio spaziale X-ray Imaging and Spectroscopy Mission con un lanciatore H-IIA.

## Caratteristiche
SLIM è di circa 2,7 metri di lunghezza, 1,7 metri di larghezza e 2,4 metri di altezza. Due motori da 500 newton di spinta ciascuno forniscono la propulsione principale, mentre 12 motori da 20 N ciascuno sono responsabili del controllo dell'assetto e delle manovre fini. La sonda include diversi sensori tra cui telecamere di navigazione, un radar con due antenne per l'atterraggio, un telemetro laser e un'unità inerziale. Le comunicazioni con il centro di controllo sono in banda S.
La sonda trasporta un unico strumento scientifico chiamato "MBC for Multi-Band Camera" incaricato di studiare lo spettro di assorbimento delle rocce circostanti per dedurne la composizione. Si tratta di una fotocamera multispettrale composta da un sensore fotografico, un teleobiettivo, una ruota portafiltri composta da 10 filtri e uno specchio orientabile per spostare il campo visivo.
Il lander ha posizionato sulla superficie lunare anche 2 piccoli rover dimostrativi, i Lunar Excursion Vehicle (LEV). Il primo, LEV-1, è un rover che si sposterà tramite un meccanismo di salto. LEV-2 (o Sora-Q) invece è un robot trasformabile rotolante ultracompatto di 250 g di peso e con 2 videocamere a bordo. Per l'allunaggio SLIM ha un nuovo sistema completamente diverso dalle configurazioni precedenti, poggia infatti su 5 sostegni stampati in 3D a semisfera in alluminio per smorzare la caduta al contrario della configurazione classica a quattro zampe che si piegano a compressione tipici delle missioni Apollo e Chang'e cinesi. 

## I due rover
Il Lunar Excursion Vehicle 1 (LEV-1) è un rover che si muove tramite un meccanismo di salto unico nel suo genere e primo della categoria, può comunicare direttamente con la Terra grazie a due antenne UHF ed è dotato di un termometro, un misuratore delle radiazioni e un inclinometro.
Il Lunar Excursion Vehicle 2 (LEV-2) o SORA-Q è un piccolo rover sviluppato da JAXA in collaborazione con Tomy, la Sony e l'Università Dōshisha. Il rover ha una massa di 0,250 kg ed è dotato di due piccole camere esterne. Il rover è totalmente adattabile ed è in grado di cambiare forma per adattarsi alle asperità sulla regolite ed effettuare manovre in totale autonomia.

## Svolgimento della missione

Il sito di atterraggio prima e dopo l'allunaggio di SLIM, in due immagini sovrapposte scattate dal Lunar Reconnaissance Orbiter della NASA.

Il lancio di SLIM è avvenuto dal centro spaziale di Tanegashima alle 23:42 UTC del 6 settembre 2023 (7 settembre in Giappone), con lo stesso veicolo di lancio che trasportava anche il telescopio spaziale a raggi X XRISM, sviluppato congiuntamente dal Giappone e dalla NASA. Per ridurre al minimo la quantità di propellente trasportato è stato usato per il trasferimento in orbita lunare il metodo della cattura balistica: la traiettoria per entrare in orbita verso la Luna in questo caso non è diretta e la durata di questa fase dura diversi mesi. Il 30 settembre la sonda spaziale ha utilizzato la propria propulsione per eseguire la manovra di inserzione translunare, che l'ha immessa in una traiettoria di trasferimento verso la Luna. Il 4 ottobre, senza usare carburante per "frenare" e inserirsi in orbita direttamente, ha sorvolato la Luna a una distanza di 5.000 chilometri a una velocità di 1,47 km/s, inserendosi in un'orbita ancora più alta che l'ha riportata sulla Luna alla fine del 2023, circa quattro mesi dopo il suo lancio, posizionandosi in un'orbita selenocentrica ellittica di 600 x 15 km.

### Allunaggio
SLIM è allunato il 19 gennaio 2024 alle 15:20 UTC come previsto, dopo aver rilasciato, durante la discesa, i due piccoli rover LEV-1 e LEV-2. Il luogo prescelto era vicino al piccolo cratere Shioli, nel mare Nectaris e poco più a sud del più grande cratere Theophilus. Sebbene il lander abbia iniziato a comunicare dati verso la Terra la JAXA ha comunicato che i pannelli solari non stavano generando energia, per una cattiva orientazione degli stessi rispetto alla direzione del Sole; dai dati ricevuti infatti i pannelli sono orientati verso ovest mentre all'inizio del giorno lunare la luce solare proviene da est. Il lander è stato in grado di funzionare con l'alimentazione della batteria interna per un breve periodo di tempo, ma è stato spento manualmente il 19 gennaio 2024 alle 17:57 UTC (20 gennaio 02:57 ora giapponese) per evitare il totale esaurimento della batteria. Il problema in allunaggio con relativo ribaltamento verificato grazie alle immagini inviati dal rover LEV-2 e grazie ai dati delle sonde in orbita lunare è stato dovuto alla perdita dell'ugello -X (l'ugello del motore principale di destra rispetto l'asse centrale) con conseguente perdita di spinta complessiva che è passata dal 100% al 55% in fase di discesa sul suolo lunare. Le cause della perdita dell'ugello non sono note, in quanto la pressione e la temperatura in camera erano regolari fino a poco prima dell'incidente.
Gli operatori della missione hanno preventivato la possibilità che col passare dei giorni, con il cambio della posizione del Sole nel cielo lunare, i raggi solari avrebbero potuto raggiungere i pannelli, ricaricando la batteria e permettendo al lander di avere una vita operativa sebbene ridotta rispetto le aspettative. Il rover infatti il 29 gennaio 2024 ha ristabilito una connessione con la Terra risvegliandosi dalla modalità ibernazione ed inviando a Terra alcune immagini.
All'inizio di febbraio 2024 la sonda è tornata in modalità stand-by per la notte lunare e alla fine di febbraio all'alba lunare la JAXA è riuscita a stabilire una comunicazione con il lander, indice del fatto che SLIM è riuscita a sopravvivere alla gelida notte lunare. Poiché il 25 febbraio 2024 era mezzogiorno del giorno lunare nel sito di atterraggio, la temperatura del carico utile delle comunicazioni era estremamente elevata, quindi la comunicazione è stata interrotta dopo solo un breve periodo di tempo. Tuttavia dopo i dovuti controlli e con una posizione del Sole più favorevole il lander potrà continuare la sua missione. Fino al 1 marzo, quando è tornata la notte nel cratere Shioli, SLIM ha inviato nuovi dati e immagini del sito d'atterraggio; nonostante il verificarsi di un guasto aumenti con un ripetuto calo della temperatura, a fine marzo i tecnici della missione tenteranno nuovamente di comunicare con la sonda.
L'impresa di sopravvivere alla notte lunare senza un'unità riscaldante a radioisotopi era stata precedentemente raggiunta solo da alcuni lander del Programma Surveyor.
A maggio 2024 la sonda è sopravvissuta ad altre due notti lunari, il segnale è stato infatti ricevuto anche il 27 marzo e il 27 aprile. La JAXA ha dichiarato che nonostante alcuni sensori di temperatura e celle della batteria inizino a funzionar male, ma la maggior parte degli strumenti sopravvissuti alla prima notte lunare continuano a funzionare. La JAXA conta ha tentato di riprendere le comunicazioni con la sonda nella seconda metà del mese di maggio 2024, per quello che sarebbe il quarto giorno lunare di SLIM sulla superficie lunare. La missione è stata dichiarata conclusa dopo svariati tentativi di comunicazione con il lander il 26 agosto 2024.